# Hypsopanchax platysternus
Hypsopanchax platysternus es una especie de peces de la familia de los pecílidos en el orden de los ciprinodontiformes.

## Morfología
Los machos pueden alcanzar los 5,5 cm de longitud total.

## Distribución geográfica
Se encuentran en África: República Democrática del Congo.